# Motorola Quench XT5
Motorola Quench XT5 (на некоторых рынках Motorola Quench XT502) — смартфон на базе операционной системы Android. ODM-продукт, разработанный и производящийся компанией Foxconn. Аналогичная модель производилась для Gigabyte под названием Gsmart G1305.
Выпускался с августа 2010 года, в настоящее время производство остановлено.
Для управления использовался сенсорный экран, четыре сенсорных кнопки под ним, трекбол (поддерживающий нажатие), аппаратные клавиши приема, отбоя, камеры и спаренная клавиша регулировки громкости.